# Landifay-et-Bertaignemont
Landifay-et-Bertaignemont település Franciaországban, Aisne megyében. Lakosainak száma 248 fő (2022. január 1.). Landifay-et-Bertaignemont Audigny, Le Hérie-la-Viéville, Macquigny, Monceau-le-Neuf-et-Faucouzy, Origny-Sainte-Benoite, Parpeville és Puisieux-et-Clanlieu községekkel határos.

## Népesség
A település népességének változása:
| Lakosok száma | 482  | 339  | 312  | 294  | 282  | 280  | 269  | 260  | 257  | 248  |
|               | 1968 | 1982 | 1990 | 2006 | 2013 | 2015 | 2017 | 2019 | 2020 | 2022 |